# Sainte-Geneviève-de-Berthier
Sainte-Geneviève-de-Berthier es un municipio canadiense situado en la provincia de Quebec.

## Superficie
Sainte-Geneviève-de-Berthier tiene una superficie de 67,03 km².

## Demografía
En 2021, tenía 2253 habitantes, una densidad poblacional de 33,6 hab./km², y 977 viviendas.